# Macrostemum midas
Macrostemum midas is een schietmot uit de familie Hydropsychidae. De soort komt voor in het Oriëntaals gebied.